# 连云港高新技术产业开发区
连云港高新技术产业开发区位于江苏省连云港市，是2015年2月经中国国务院批准升级为国家高新技术产业开发区的高新区，面积为80平方公里，常住人口13万人。

## 经济情况
- 1997年8月：经江苏省人民政府批准，成立连云港高新技术产业开发区。
- 1999年4月：经江苏省人民政府批准，建立省级连云港高新技术产业开发区[2]。
- 2015年2月：经国务院批准，连云港经济技术开发区升级为国家高新技术产业开发区[3]。